# Copa del Rey de baloncesto 1979
La Copa del Rey de baloncesto 1979 fue la número 43.º, donde su final se disputó en el Pabellón Anaitasuna de Pamplona el 12 de abril de 1979.
La edición fue disputada por los todos los equipos de la temporada 1978–79, los cuatro primeros accedían directamente a los cuartos de final.

## Octavos de final
Los equipos en segundo lugar jugaron la vuelta en casa. Los partidos de ida se jugaron el 10 y 11 de marzo y los de vuelta entre el 17 de marzo. 
| Equipo 1                  | Agr.    | Equipo 2       | Ida    | Vuelta  |
| ------------------------- | ------- | -------------- | ------ | ------- |
| Real Madrid CF            | Exento  |                |        |         |
| FC Barcelona              | Exento  |                |        |         |
| Club Joventut de Badalona | Exento  |                |        |         |
| CB Estudiantes            | Exento  |                |        |         |
| CB Mollet                 | 158–178 | CD Basconia    | 91–103 | 67–75   |
| CB Areslux Granollers     | 206–165 | CB Askatuak    | 119–91 | 87–74   |
| CB Tempus                 | 218–200 | CD Manresa     | 110–83 | 108–117 |
| UDR Pineda                | 160–154 | CB Cotonificio | 95–76  | 65–78   |

## Cuartos de final
Los partidos de ida se jugaron el 24 y 25 de marzo y los partidos de vuelta los días 28 de marzo.
| Equipo 1       | Agr.    | Equipo 2                  | Ida    | Vuelta |
| -------------- | ------- | ------------------------- | ------ | ------ |
| CD Basconia    | 171–152 | CB Estudiantes            | 96–85  | 75–67  |
| FC Barcelona   | 211–166 | CB Areslux Granollers     | 113–75 | 98–91  |
| CB Tempus      | 184–180 | UDR Pineda                | 91–88  | 93–92  |
| Real Madrid CF | 219–174 | Club Joventut de Badalona | 121–81 | 98–93  |

## Semifinales
Los partidos de ida se jugaron el 31 de marzo y los de vuelta el 7 de abril.
| Equipo 1    | Agr.    | Equipo 2       | Ida    | Vuelta |
| ----------- | ------- | -------------- | ------ | ------ |
| CD Basconia | 173–207 | FC Barcelona   | 89–99  | 84–108 |
| CB Tempus   | 223–221 | Real Madrid CF | 125–99 | 98–122 |

## Final
Se guardó un minuto de silencio antes del partido en memoria de las 49 víctimas en el accidente de autobús de Benavente (10-04-1979).
| 12 de abril de 1981, 20:00 | FC Barcelona                       | 130–113                            | CB Tempus                          | |  |
| 20:00 GTM+1                | Marcador por tiempos: 51–48, 79-65 | Marcador por tiempos: 51–48, 79-65 | Marcador por tiempos: 51–48, 79-65 | |  |
|                            | Estadísticas Chicho Sibilio 38     | Pts                                | Estadísticas Frank Sowinski 26     | Pabellón: Pabellón Anaitasuna, Pamplona Asistencia: 4,500 espectadores Árbitros: Juan López Vicente Pedro Hernández Cabrera |  |

| Campeón de la Copa del Rey 1979 |
| ------------------------------- |
| FC Barcelona 9.º título         |